# Sornéville
Sornéville – miejscowość i gmina we Francji, w regionie Grand Est, w departamencie Meurthe i Mozela.
Według danych na rok 1990 gminę zamieszkiwało 245 osób, a gęstość zaludnienia wynosiła 27 osób/km² (wśród 2335 gmin Lotaryngii Sornéville plasuje się na 802. miejscu pod względem liczby ludności, natomiast pod względem powierzchni na miejscu 665.).